# Salts al Campionat del Món de natació de 2017 – 1 metre trampolí femení
La competició 1 metre trampolí femení  de 2017 World Championships es va celebrar els dies 14 i 15 de juliol de 2017.

## Resultats
La ronda preliminar es va iniciar el 14 de juliol a les 16:00. La final es va celebrar el 15 de juliol a les 16:00.
Verd denota finalistes
| Posició | Saltadora          | Nacionalitat   | Preliminar     | Preliminar     | Final          | Final          |
| Posició | Saltadora          | Nacionalitat   | Punts          | Posició        | Punts          | Posició        |
| ------- | ------------------ | -------------- | -------------- | -------------- | -------------- | -------------- |
| 1       | Maddison Keeney    | Austràlia      | 283.80         | 1              | 314.95         | 1              |
| 2       | Nadezhda Bazhina   | Rússia         | 254.10         | 10             | 304.70         | 2              |
| 3       | Elena Bertocchi    | Itàlia         | 263.05         | 4              | 296.40         | 3              |
| 4       | Chen Yiwen         | Xina           | 277.20         | 2              | 294.70         | 4              |
| 5       | Maria Polyakova    | Rússia         | 260.80         | 6              | 289.05         | 5              |
| 6       | Tina Punzel        | Alemanya       | 261.90         | 5              | 284.25         | 6              |
| 7       | Esther Qin         | Austràlia      | 259.45         | 7              | 281.20         | 7              |
| 8       | Louisa Stawczynski | Alemanya       | 254.70         | 9              | 277.15         | 8              |
| 9       | Katherine Torrance | Regne Unit     | 255.60         | 8              | 275.90         | 9              |
| 10      | Arantxa Chávez     | Mèxic          | 249.50         | 11             | 272.30         | 10             |
| 11      | Dolores Hernández  | Mèxic          | 246.90         | 12             | 257.20         | 11             |
| 12      | Cheong Jun Hoong   | Malàisia       | 272.75         | 3              | 252.45         | 12             |
| 13      | Kim Un-hyang       | Corea del Nord | 244.30         | 13             | No avançava    | No avançava    |
| 14      | Chang Yani         | Xina           | 243.30         | 14             | No avançava    | No avançava    |
| 15      | Michelle Heimberg  | Suïssa         | 242.95         | 15             | No avançava    | No avançava    |
| 16      | Alena Khamulkina   | Belarús        | 242.80         | 16             | No avançava    | No avançava    |
| 17      | Nur Dhabitah Sabri | Malàisia       | 242.35         | 17             | No avançava    | No avançava    |
| 18      | Nicole Gillis      | Sud-àfrica     | 241.70         | 18             | No avançava    | No avançava    |
| 19      | Elizabeth Cui      | Nova Zelanda   | 241.50         | 19             | No avançava    | No avançava    |
| 20      | Hanna Pysmenska    | Ucraïna        | 241.00         | 20             | No avançava    | No avançava    |
| 21      | Kaja Skrzek        | Polònia        | 240.30         | 21             | No avançava    | No avançava    |
| 22      | Maria Coburn       | Estats Units   | 239.80         | 22             | No avançava    | No avançava    |
| 23      | Kim Na-mi          | Corea del Sud  | 237.45         | 23             | No avançava    | No avançava    |
| 24      | María Betancourt   | Veneçuela      | 236.50         | 24             | No avançava    | No avançava    |
| 25      | Alison Gibson      | Estats Units   | 236.40         | 25             | No avançava    | No avançava    |
| 26      | Diana Pineda       | Colòmbia       | 232.40         | 26             | No avançava    | No avançava    |
| 27      | Daphne Wils        | Països Baixos  | 227.90         | 27             | No avançava    | No avançava    |
| 28      | Julia Vincent      | Sud-àfrica     | 221.80         | 28             | No avançava    | No avançava    |
| 29      | Marcela Marić      | Croàcia        | 219.70         | 29             | No avançava    | No avançava    |
| 30      | Shaye Boddington   | Nova Zelanda   | 218.60         | 30             | No avançava    | No avançava    |
| 31      | Chiara Pellacani   | Itàlia         | 218.15         | 31             | No avançava    | No avançava    |
| 32      | Luana Lira         | Brasil         | 215.60         | 32             | No avançava    | No avançava    |
| 33      | Tammy Takagi       | Brasil         | 214.40         | 33             | No avançava    | No avançava    |
| 34      | Diana Shelestyuk   | Ucraïna        | 211.30         | 34             | No avançava    | No avançava    |
| 35      | Roosa Kanerva      | Finlàndia      | 207.00         | 35             | No avançava    | No avançava    |
| 36      | Daniela Zapata     | Colòmbia       | 206.15         | 36             | No avançava    | No avançava    |
| 37      | Anca Serb          | Romania        | 204.95         | 37             | No avançava    | No avançava    |
| 38      | Indre Girdauskaitė | Lituània       | 193.85         | 38             | No avançava    | No avançava    |
| 39      | Moon Na-yun        | Corea del Sud  | 191.45         | 39             | No avançava    | No avançava    |
| 40      | Jelena Baković     | Sèrbia         | 188.50         | 40             | No avançava    | No avançava    |
| 41      | Maha Abdelsalam    | Egipte         | 185.65         | 41             | No avançava    | No avançava    |
| 42      | Prisis Ruiz        | Cuba           | 171.05         | 42             | No avançava    | No avançava    |
| —       | Habiba Ashraf      | Egipte         | No va començar | No va començar | No va començar | No va començar |